# Barbara Rodziewicz
Barbara Izabela Rodziewicz – polska językoznawczyni, doktor habilitowany nauk humanistycznych, profesor nadzwyczajny w Instytucie Językoznawstwa Uniwersytetu Szczecińskiego. Slawistka i germanistka, autorka ponad 80 publikacji naukowych, artykułów i monografii w zakresie językoznawstwa słowiańskiego oraz porównawczego polsko-rosyjsko-niemieckiego, frazeologii, aksjolingwistyki i psycholingwistyki, dyskursu. Współautorka dwóch słowników – Polskiego słownika asocjacyjnego z suplementem (2008) oraz Polsko-czesko-rosyjsko-ukraińskiego słownika pojęć literackich (2010),  autorka Polsko-niemiecko-rosyjskiego słownika terminów lingwistycznych (2019) oraz Polskiego słownika asocjacyjnego. Dwie dekady. Od reakcji do bodźca (2024), autorka dwóch monografii – Frazemy komparatywne z komponentem zoonimicznym w języku polskim, rosyjskim i niemieckim (2007), Wartości. Polacy – Rosjanie – Niemcy (2014), współautorka monografii Wartości w języku i literaturze (2021). Współautorka publikacji o spuściźnie językowo-kulturowej i biografiach Rodu Rodziewiczów.